# Волоконно-оптический датчик
Волоко́нно-опти́ческий да́тчик — небольшое по размерам устройство, в котором оптическое волокно используется как в качестве линии передачи данных, так и в качестве чувствительного элемента, способного детектировать изменения различных величин.

Элементы, используемые в волоконно-оптических датчиках, полностью пассивны в отношении электричества, что делает их пригодными для применения в различных отраслях.

## Преимущества
Датчики на оптическом волокне обладают целым рядом преимуществ:
- возможность мультиплексирования
- дистанционные измерения
- устойчивость к электромагнитным помехам
- отсутствие электричества в точке измерения
- долговременная стабильность

## Принципы работы

### Точечные датчики
Чувствительным элементом точечных волоконно-оптических датчиков являются волоконные брэгговские решетки. Волоконная брэгговская решетка представляет собой селектирующее зеркало. Это значит, что если завести в оптоволокно излучение от широкополосного источника, то обратно отразится свет с очень узкой спектральной полосой с центром на длине волны Брэгга. Оставшийся свет продолжит идти в оптоволокне без каких-либо потерь. Длина волны Брэгга определяется периодом решетки и показателем преломления сердцевины.
Технология волоконных брэгговских решеток позволяет размещать множество датчиков в одной оптоволоконной линии и производить абсолютные измерения без калибровки. Эти уникальные особенности делают данную технологию наиболее подходящим и надежным решением для продолжительного мониторинга.

### Распределённые датчики
Распределённый датчик температуры (distributed temperature sensor) состоит из двух частей — опросного устройства с лазерным источником и оптоволоконного измерительного кабеля. Данная система способна производить измерение температуры на большие расстояния. Принцип работы системы распределённого датчика заключается в следующем: опросное устройство испускает лазерный импульс длительностью 10 нс, который претерпевает обратное рассеивание в каждой точке оптоволоконного кабеля. Анализ спектра обратного рассеивания позволяет определить температуру каждой точки волоконно-оптического кабеля.
Аналогично устроен распределённый акустический датчик (distributed acoustic sensor) — когерентный рефлектометр, только анализируется в нём не изменения спектра, а колебания интенсивности рассеянного излучения. По параметрам этих флуктуаций можно судить о вызвавшем данную акустическую волну источнике. Прибор используется как система мониторинга протяжённых объектов, а также для составления акустических сечений скважин.

## Классификация датчиков

### Точечные датчики
Существуют точечные датчики различных величин:
- деформации
- температуры
- давления
- вибрации
- угла наклона
- линейных перемещений

### Распределенные датчики
Существуют распределенные датчики таких величин как:
- температуры
- деформации

## Применения
Благодаря своим уникальным характеристикам, оптоволоконные датчики на основе брэгговских решеток нашли своё применение во многих областях, таких как строительство и геотехника, аэрокосмическая, энергетическая и нефтегазовая промышленность.
Системы мониторинга, основанные на данной технологии, экономически эффективны при использовании на крупномасштабных объектах — там, где необходима установка сотен датчиков для продолжительных измерений различных физических параметров. Волоконные брэгговские решетки также являются самым надёжным решением при работе с агрессивными средами, где датчики находятся в экстремальных условиях.
| Отрасль                 | Применение ВОД |
| ----------------------- | --- |
| Горнодобывающая отрасль | - пожарное извещение в шахтах - мониторинг НДС шахтных стволов и горных выработок - распределенный термомониторинг конвейрных лент                                                      |
| Нефтяная отрасль        | - термомониторинг скважин |
| Газовая отрасль         | - мониторинг трубопроводов и КС |
| Гидроэнергетика         | - мониторинг ГЭС |
| Электроэнергетика       | - распределенный мониторинг силового кабеля - мониторинг вибрации и температуры генераторов - дуговая защита ячеек распределительных устройств 6-35 кВ                                  |
| Строительство и ЖКХ     | - мониторинг элементов конструкции зданий (фундамент, несущие конструкции, балки и перекрытия) - мониторинг мостов, эстакад - мониторинг «умного дома» - мониторинг состояния теплотрас |
| Авиация и космос        | - внедрение чувствительных элементов в композиционные материалы (мониторинг деформации и температуры) - бортовая система мониторинга                                                    |